# بوب ميريل
بوب ميريل (بالإنجليزية: Bob Merrill)‏ هو كاتب سيناريو وملحن وكاتب أغاني وشاعر أمريكي، ولد في 17 مايو 1921 في اتلانتيك سيتي في الولايات المتحدة، وتوفي في 17 فبراير 1998 في كولفر سيتي في الولايات المتحدة.

## وصلات خارجية
- بوب ميريل على موقع IMDb (الإنجليزية)
- بوب ميريل على موقع ميوزك برينز (الإنجليزية)
- بوب ميريل على موقع قاعدة بيانات برودواي على الإنترنت (الإنجليزية)
- بوب ميريل على موقع قاعدة بيانات برودواي على الإنترنت (الإنجليزية)
- بوب ميريل على موقع إن إن دي بي (الإنجليزية)
- بوب ميريل على موقع أول ميوزيك (الإنجليزية)
- بوب ميريل على موقع ديسكوغز (الإنجليزية)
- بوب ميريل على موقع قاعدة بيانات الفيلم (الإنجليزية)